# Шуклинский сельсовет
Шукли́нский сельсовет — упразднённая административно-территориальная единица, существовавшая с 1920-х годов до 2010 года в составе Фатежского района Курской области. Административным центром была деревня Шуклино.

## История
Образован в первые годы советской власти в составе Дмитриевской волости Фатежского уезда. В 1924 году Дмитриевская волость и Фатежский уезд были упразднены, сельсовет вошёл в состав Курского уезда. С 1928 года в составе новообразованного Фатежского района.
В 2010 году Шуклинский сельсовет был присоединён к Солдатскому сельсовету.

## Населённые пункты
На момент упразднения в состав сельсовета входило 6 населённых пунктов:
| № | Населённый пункт | Тип населённого пункта |
| - | ---------------- | ---------------------- |
| 1 | Шуклино          | деревня, адм. центр    |
| 2 | 1-е Гнездилово   | село                   |
| 3 | 2-е Гнездилово   | село                   |
| 4 | Бунино           | деревня                |
| 5 | Морозов          | хутор                  |
| 6 | Поздняково       | деревня                |

## Руководители сельсовета
- Рукавицын Михаил Иванович
- Аникеев Павел Федотович
- Морозов Алексей Аввакумович
- Панков
- Позднякова Евдокия Федоровна
- Шевляков Александр Тихонович
- Широбоков Иван Григорьевич
- Дивавин
- Глухарев Сергей Яковлевич
- Широбоков Иван Антонович
- Рукавицын Владимир Михайлович
- Пашков Иван Григорьевич
- Винокуров Михаил Леонидович.